# Wilhelmine von Lichtenau
Wilhelmine, Gräfin von Lichtenau, născută Wilhelmine Enke (29 decembrie 1753, Potsdam – 9 iunie 1820, Berlin), a fost metresa oficială a regelui Frederic Wilhelm al II-lea al Prusiei din 1769 până în 1797. Ea este privită ca activ politic și că a influențat politica Prusiei în timpul domniei regelui.

## Biografie
Tatăl ei, Johann Elias Enke, a fost muzician de cameră în serviciul regelui Frederic al II-lea al Prusiei. Wilhelmine l-a întâlnit pe prințul moștenitor Fredric Wilhelm în 1764. Regele a preferat ca prințul să mențină o relație cu ea decât cu femei străine, și în 1769 ea a devenit metresa oficială a prințului moștenitor. Cuplul a avut cinci copii, din care numai unul a atins vârsta adultă:
- o fiică (n./d. 10 august 1770).
- Ulrike Sophie von Berckholz (martie 1774 - 5 septembrie 1774).
- Christina Sophie Frederica von Lützenberg (25-31 august 1777).
- Contele Alexander von der Marck (4 ianuarie 1779 - 1 august 1787), raportat ca fiind copilul preferat al regelui; probabil a fost otrăvit.
- Contesa Marianne Diderica Frederica Wilhelmine von der Marck (29 februarie 1780 - 11 iunie 1814), căsătorită prima dată la 17 martie 1797 cu contele Frederick de Stolberg-Stolberg (au divorțat în 1799); a doua oară s-a căsătorit la 14 martie 1801 cu baronul Kaspar von Miaskowksi (de care de asemenea a divorțat) și a treia oară în 1807 cu Etienne de Thierry. Ea a avut patru fiice din cele trei căsătorii, cea mai mare dintre ele a fost poeta Louise de Stolberg-Stolberg.

În 1782, Fredric Wilhelm a aranjat ca ea să se căsătorească cu șamberlanul regelui Johann Friedrich Rietz (1755–1809), însă relația dintre Wilhelmine și Fredric Wilhelm a continuat. Wilhelmine a primit titlul de contesă von Lichtenau în 1794, dar acest lucru nu a fost făcut public până în 1796.
După ce Frederic Wilhelm a murit în 1797, Wilhelmine a fost exilată și proprietatea ei confiscată, deși i s-a garantat o pensie (1800). În 1802 până în 1806, ea s-a căsătorit cu Franz Ignaz Holbein, cunoscut ca "Fontano" și cu 26 de ani mai tânăr decât ea. În 1811, Napoleon i-a permis să se întoarcă la Berlin.